# كريستيان فوكس (لاعب كرة قدم)
كريستيان فوكس (بالإنجليزية: Christian Fox)‏ هو لاعب كرة قدم ومدرب كرة قدم بريطاني في مركز الوسط، ولد في 11 أبريل 1981 في Laurencekirk ‏ في المملكة المتحدة. لعب مع نادي يورك سيتي.

## وصلات خارجية
- كريستيان فوكس (لاعب كرة قدم) على موقع قاعدة بيانات كرة القدم.إي يو (الإنجليزية)
- كريستيان فوكس (لاعب كرة قدم) على موقع Soccerbase.com (لاعب) (الإنجليزية)